# كيث بايبر
كيث بايبر (بالإنجليزية: Keith Piper)‏ هو نحات ومصور ورسام بريطاني، ولد في 1960 في مالطا.

## وصلات خارجية
- الموقع الرسمي